# SN 2004bh
SN 2004bh – supernowa typu II odkryta 9 kwietnia 2004 roku w galaktyce UGC 5161. W momencie odkrycia miała maksymalną jasność 16,90m.